# Sieraków (województwo małopolskie)
Sieraków – wieś w Polsce położona w województwie małopolskim, w powiecie myślenickim, w gminie Dobczyce.
W latach 1975–1998 miejscowość położona była w województwie krakowskim.

## Zabytki
Obiekt wpisany do rejestru zabytków nieruchomych województwa małopolskiego.
- Zespół dworski: dwór, park.

„Dwór Sieraków” z XV wieku, kiedyś uzdrowisko „Kinga”, obecnie hotel i restauracja.